# Valley (Amsterdam)
Valley (Engels voor vallei) is een woon- en kantoortoren aan de Zuidas in Amsterdam.
Het complex bestaat uit drie torens die een grondperceel aan de Beethovenstraat tegenover het hoofdkantoor van ABN AMRO beslaan. Het perceel ligt daar ingeklemd tussen de Ringweg A10 Zuid, sportvelden van de Amsterdamsche Football Club en de Maurice Ravellaan in Zuidas-deelgebied Ravel.

## Architectuur
De drie torens hebben een hoogte van respectievelijk 100 meter (noordelijk), 66 meter (westelijk) en 76 meter (zuidelijk). De torens zijn bovenop de onderste bouwlagen waarin onder meer parkeergarages, die het hele perceel bestrijken, aan elkaar verbonden door middel van een 'vallei' van oplopende terrassen, naar idee van sawahs zoals die in Azië gebruikelijk zijn.
Het ontwerp van architect Winy Maas van MVRDV is gebaseerd op het aanzicht van traditionele kantoorgebouwen die een vaak strakke glazen gevels hebben. Het ontwerp wordt doorbroken door de vallei die wordt gecreëerd door een flink aantal terrassen. Deze is qua vorm erg grillig en is met zandkleurig natuursteen bekleed worden. Bij presentatie van het ontwerp, was er scepsis over de mogelijkheid tot realisatie; de oplevering eind 2021 leverde het bewijs dat het mogelijk was. Qua uitstraling lijkt het op een omgekeerde geode. Maas haalde bij het ontwerp aan de zijde van de Beethovenstraat als voorbeeld de kantoorglaswanden aan van de omgeving, door daarin loggia’s te plaatsen kreeg het een meer woningachtige functie.
Maas werkte samen met en landschapsarchitect Piet Oudolf, die de plannen maakte voor de groenvoorzieningen in de vallei, maar ook op balkons, overstekken etc. Er kunnen inheemse bomen en planten worden geplaatst, waardoor het gebouw van onder tot boven met groen bekleed zal zijn. Problemen waren te verwachten bij aanplant boven etage 20; het is daar aanmerkelijk winderiger en kouder dan daar onder. Schuttingen en windschermen moesten de wind temperen, aldus Maas, die het een kruising vond tussen kantoor en apenrots. Andere ecologische maatregelen zijn terug te vinden in de keus van bouwmateriaal. Bouwmateriaal werd ingevoerd vanuit Catalonië, er werd geopteerd voor zowel het harde A-materiaal als het poreuze B-materiaal. In het B-materiaal bevinden zich poriën die groot genoeg zijn voor huisvesting van korstmossen en plantjes, waardoor uiteindelijk een groener uiterlijk kan worden bereikt.
Naast dat dit een architectonisch statement is, is het ook een voorbeeld van duurzaam- en klimaatadaptief bouwen. De natuurinclusieve elementen die worden toegevoegd dragen bij aan het verkleinen van het hitte-eilandeffect.
Een soortgelijke combinatie paste Maas toe bij het Depot Boijmans Van Beuningen.
Valley wordt gerealiseerd door Edge, voorheen bekend als OVG Real Estate, werd ontworpen door architect Winy Maas van MVRDV. De groenstructuur aan de buitenzijde van het gebouw werd ontworpen door landschapsarchitect Piet Oudolf. De bouw vindt plaats door combinatie Valley Amsterdam bestaande uit Boele & van Eesteren en G&S Bouw. Het complex kwam tijdens de bouw in 2017 in eigendom van RJB Groep (gegevens 2022).
In 2023 werd de Amsterdamse Nieuwbouwprijs aan het project toegekend.

## Afbeeldingen

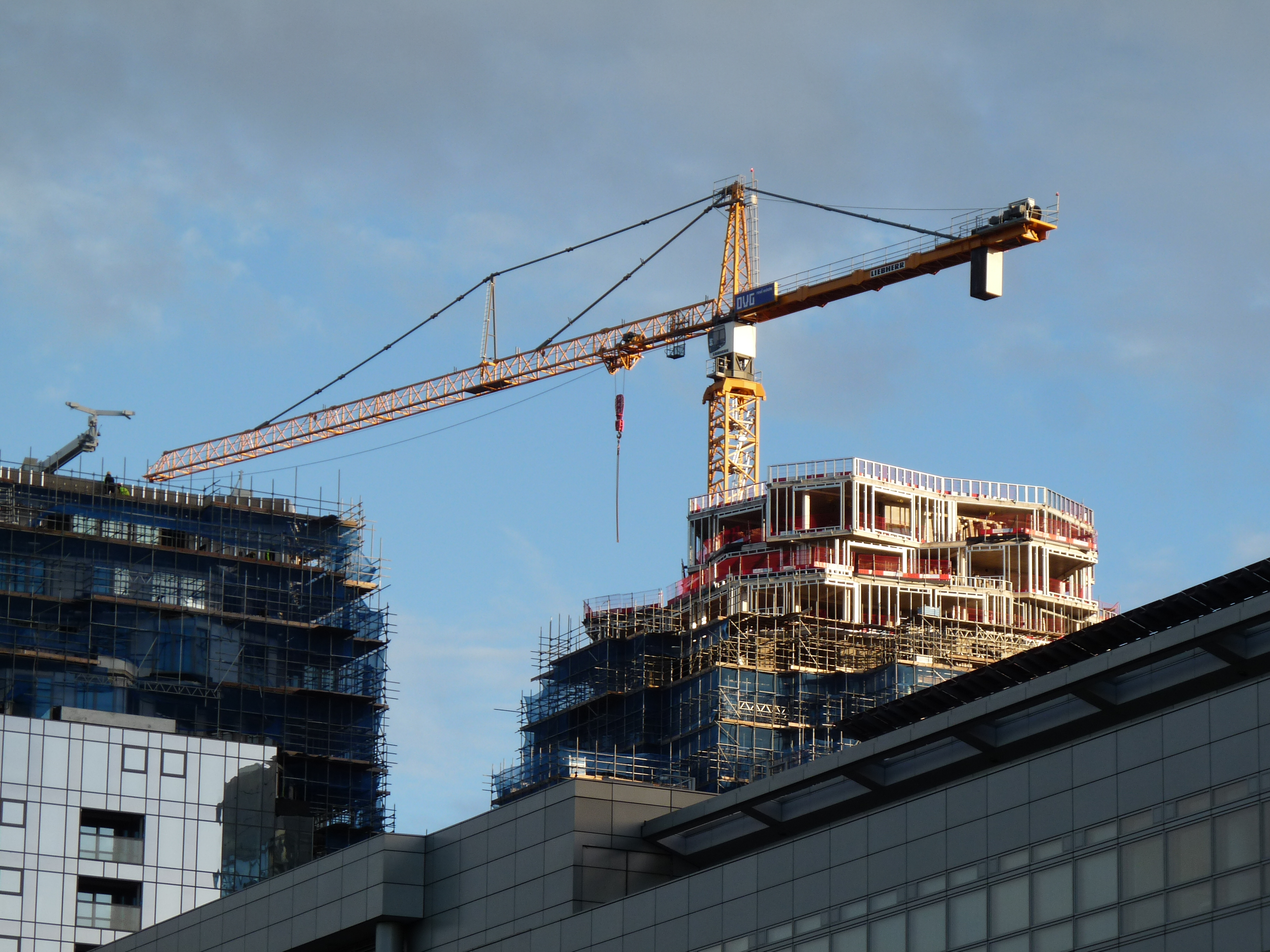
Zuidtoren van Valley in aanbouw (2020)
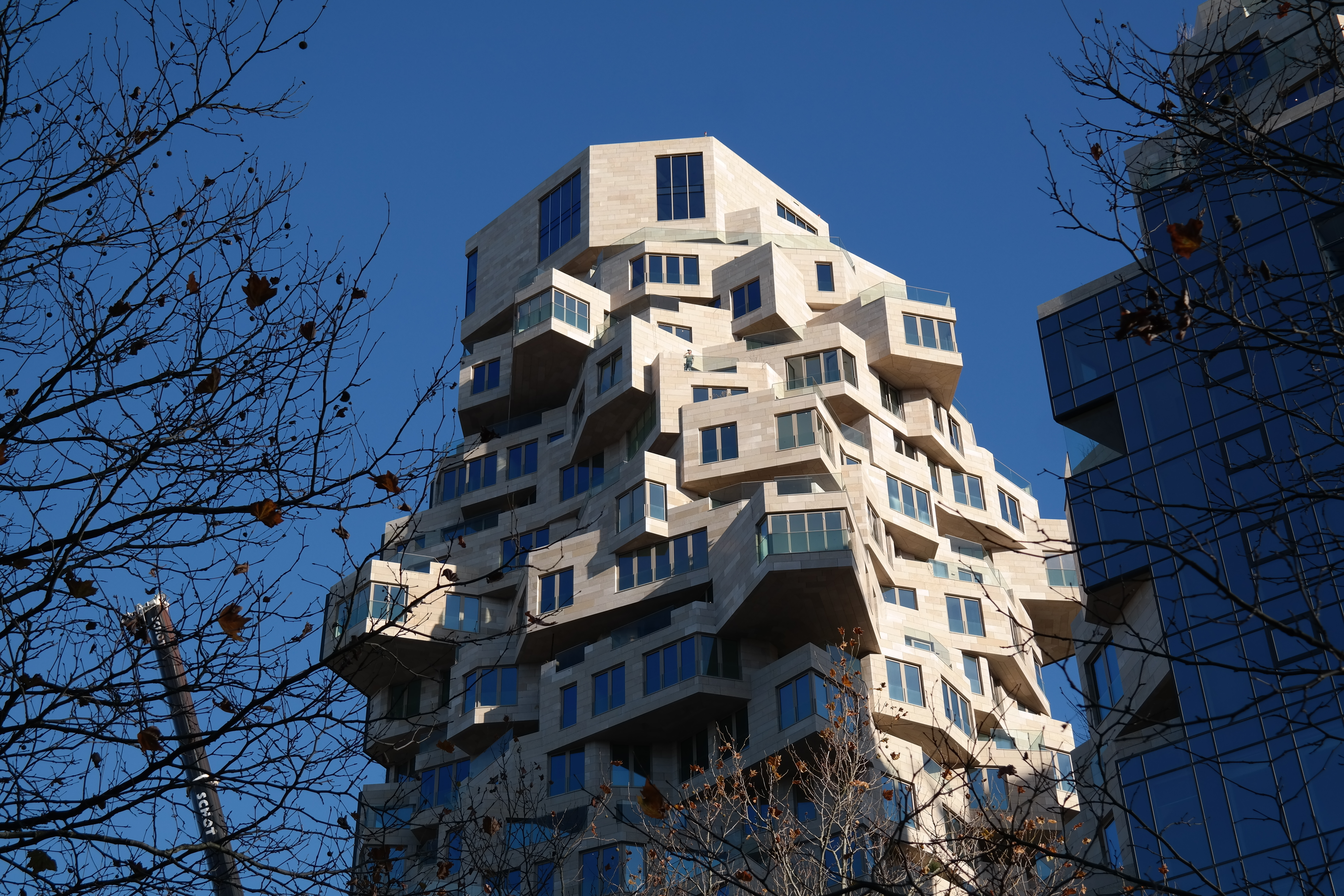
Close-up van Noordtoren na voltooing (november 2021)
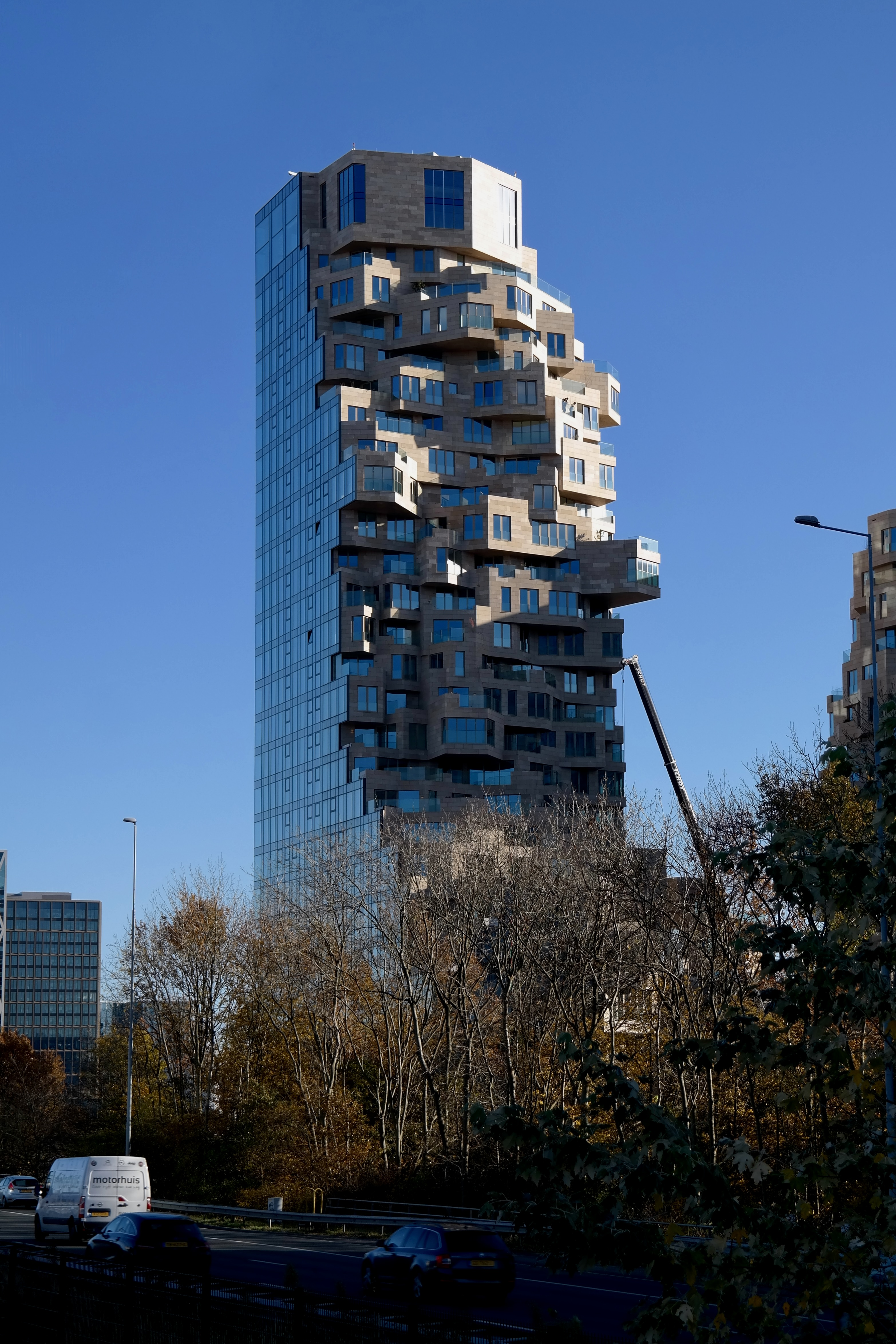
Noordtoren van Valley vanaf het station Amsterdam-Zuid gezien (2021)
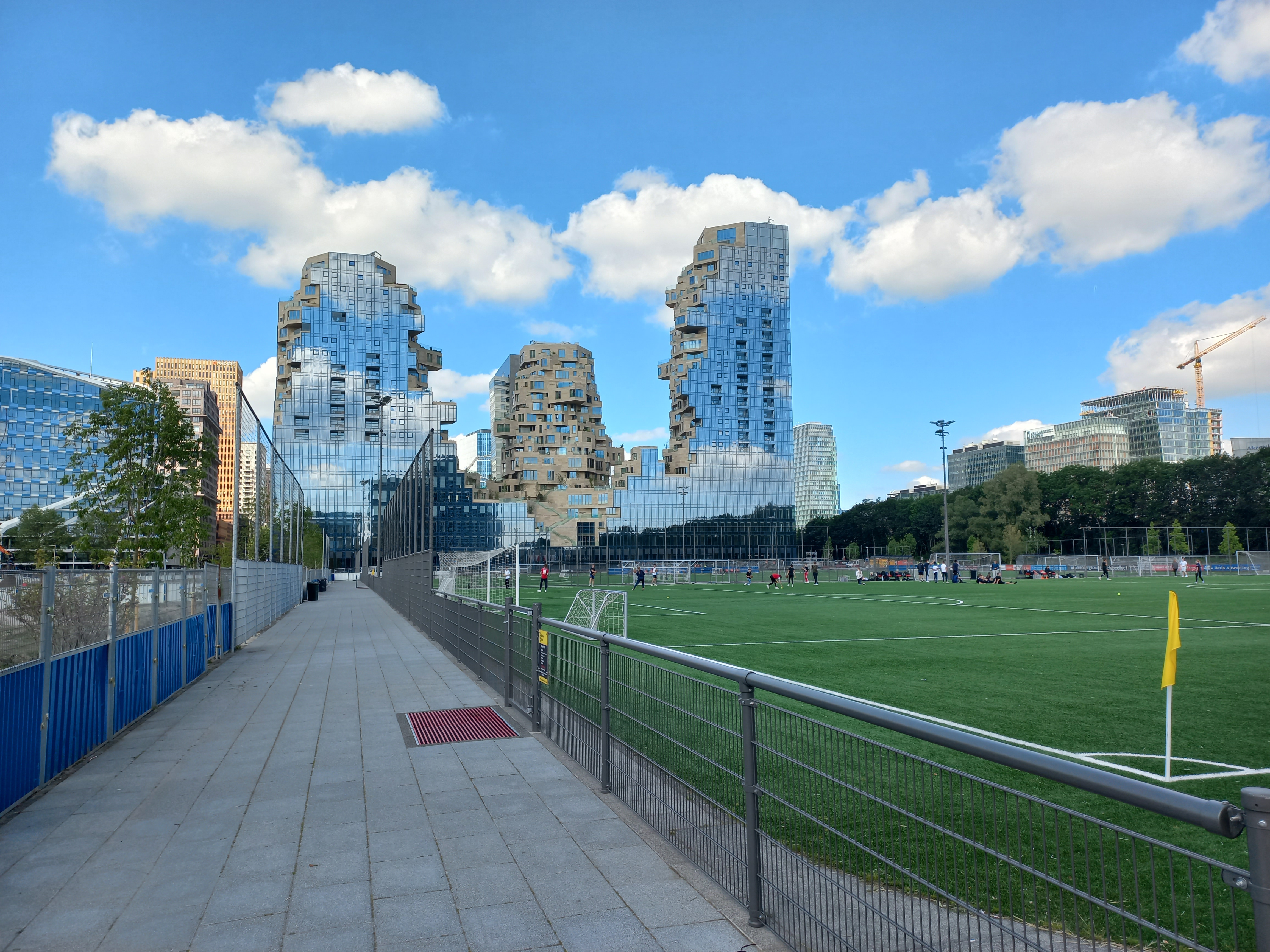
Skyline gezien vanaf sportvelden (juni 2022)
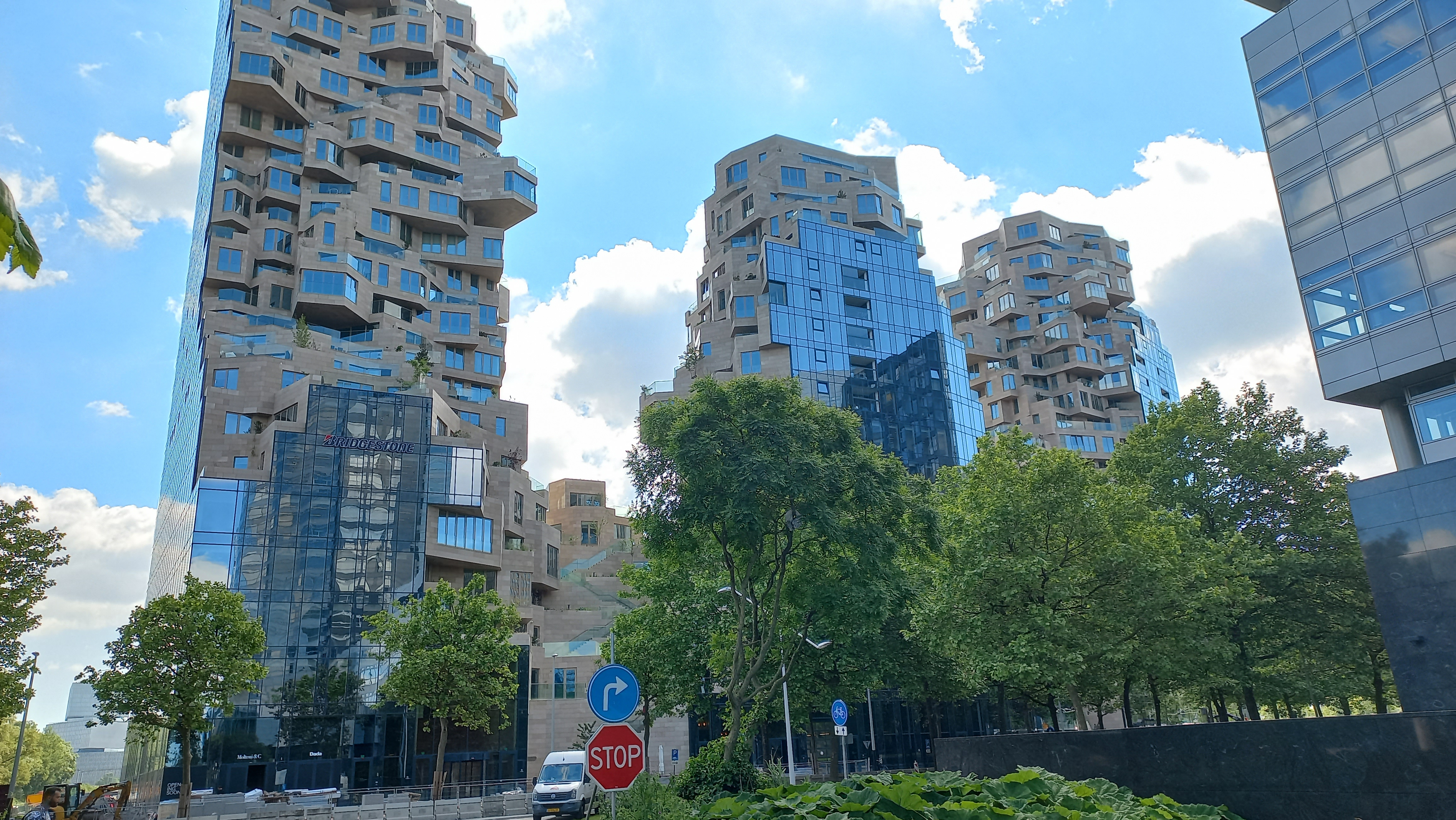
Valley vanaf Beethovenstraat (juni 2022)